# Distelshausen
Distelshausen ist ein Ortsteil der Gemeinde Windeck im Rhein-Sieg-Kreis.

## Geographie

### Lage
Distelshausen liegt auf den Hängen des Bergischen Landes an der Grenze zum Oberbergischen Kreis sowie zum Bundesland Rheinland-Pfalz. Südlich liegt der Baierhahnhöchsten.

### Nachbarorte
Nachbarorte sind Kohlberg und Wäldchen im Norden, Bellingen im Südosten und Altenhof im Süden.

## Geschichte
Das Dorf gehörte zum Kirchspiel Rosbach und zeitweise zur Bürgermeisterei Dattenfeld.
Am 1. August 1969 wurde aus der Gemeinde Dattenfeld (mit Distelshausen) und den Gemeinden Rosbach und Herchen die Gemeinde Windeck im Rhein-Sieg-Kreis gebildet.
Statistik zur Einwohnerentwicklung
| Jahr | Einw. | Anmerkungen                                                  |
| ---- | ----- | ------------------------------------------------------------ |
| 1830 | 17    | [ 3 ]                                                        |
| 1845 | 24    | Ein katholischer und 23 evangelische Einwohner in 4 Häusern. |
| 1863 | 25    | [ 5 ]                                                        |
| 1888 | 29    | In fünf Häusern.                                             |
| 1962 | 24    |                                                              |
| 1976 | 26    |                                                              |
| 2019 | 19    | Stand: 31. März                                              |

## Verkehr
Durch den Ort führt die Landesstraße 333. 
Distelshausen besitzt eine Haltestelle, an der die 344 [Rosbach Bf] sporadisch fährt. 